# 중급불어
《중급불어》는 2015년에 제작한 대한민국의 영화이다.

## 캐스팅
- 윤금선아
- 그레거 맥기히
- 임미주